# رهوة الحجني (ردفان)

تعديل مصدري - تعديل

رهوة الحجني هي إحدى قرى عزلة الحبيلين بمديرية ردفان التابعة لمحافظة لحج، بلغ تعداد سكانها 24 نسمة حسب تعداد اليمن لعام 2004.